# Florimont (montagne)
Pour les articles homonymes, voir Florimont (homonymie).
Le Florimont est un sommet du massif du Jura culminant à 1 062 m d'altitude situé dans le département de l'Ain sur la commune de Gex.

## Géographie

### Situation
Il se détache en avant de la crête du Haut-Jura vers la plaine du lac Léman. De forme étroite et longiligne et parallèle à l'orientation générale du massif du Jura à savoir sud-ouest/nord-est. Il est délimité par le vallon du Journans au sud-ouest, et par le vallon de l'Oudar au nord-est. Ses versants ont une pente bien marquée en particulier le versant ubac. Les environs du sommet ont une pente plus douce, un alpage s'y s'étend. L'extrémité sud-ouest du Florimont constitue la rive gauche de la cluse appelée Portes Sarrazines.
Le Florimont commande la montée par la route vers le col de la Faucille. La montée vers ce col s'effectue pour une grande partie sur son flanc adret, fournissant ainsi une vue sur le lac Léman, les Alpes et en particulier le massif du Mont-Blanc. Le tracé routier actuel est celui de la RD1005, ex route nationale 5.

### Faune et flore
Le Florimont abrite la faune typique des moyennes montagnes du Jura. On y croise entre autres renard, chevreuil, chamois, vipère aspic et pour les plus chanceux des promeneurs le lynx.
La flore est particulièrement riche de fleurs de moyenne montagne : gentiane jaune, primevère, campanule.

## Histoire

### Château du Florimont
La situation du Florimont, défendant le col de la Faucille et les environs de Gex, en fit un lieu de choix pour la construction d'un château. C'est Guillaume de Joinville, baron de Gex, qui le construisit au début XIVe siècle. Constitué d'une muraille rectangulaire, dominé par un donjon circulaire, il était flanqué d'une barbacane et entouré d'un profond fossé. Ce château est assiégé et pris par l'armée savoyarde en 1353 ; en 1445 il est en ruine.

### Route impériale 6
Il subsiste de nombreuses portions de l'ancien tracé de la route montant vers le col de la Faucille, en parallèle du tracé moderne. Cet ancien tracé est celui de la route impériale 6, construite sur l'ordre de Napoléon Bonaparte. Reliant Paris à Rome via le col du Simplon, elle était un de ses axes stratégiques.